# 泣き塩
『泣き塩』（なきしお）は、古典落語の演目。『泣塩』とも表記される。もとは上方落語の演目で、3代目三遊亭圓馬が江戸落語（東京）に移植した。
ある女性が、届いた手紙が読めずに内容を通りがかった侍に教えてもらって泣き、焼き塩売りを含む周りの人々ももらい泣きしていたところ、別の人物が手紙を読んで内容が正反対だと教える。実は侍は無筆（非識字）で、でまかせを言っていた、という内容。
狂言から出たものだといわれている。宇井無愁は参考となる作品として『日本昔話集成』に収録された「三人泣き」を挙げている。
江戸落語では初代三遊亭圓右が得意とした。しかしその後は演じられる機会が減った。東京では5代目古今亭志ん生、上方では3代目桂米朝（題を『焼き塩』としてラジオ・テレビでは1980年に初演）の音源が残っている。

## あらすじ
侍が、お花という若い娘に呼びとめられる。娘は、現在江戸で女中奉公をしているが、故郷の母親が身体を悪くしたとのこと。「心配をしているところへこの手紙が届きました。お恥ずかしい話ですが字を読めません。どうかこの手紙をお読みいただきたいのです」という頼みだった。手紙に目を通した侍は、「ああ残念だ。手遅れであるぞ。口惜しい、無念だ」と泣きはじめる。てっきり母親が死んだものと思ったお花も泣き出してしまった。
そこへ通りかかったのが焼き塩を売って歩くお爺さん。若い男女が泣いているのを見た爺さんは、なさぬ仲の二人が前途を悲観、無分別なことをするのではと心配して、これまた泣きながら二人を諭しはじめた。三人が泣いているのを見た野次馬たちも、それぞれ勝手なことを想像しては言い合っていると、はからずもお花の知り合いがやってきた。お花からわけを聞いたこの男が手紙を読んでみると、お花の母親の病気はすっかり癒ったと書いてある。それどころか、お花の許婚も年季が明け、のれん分けしてもらって商売をはじめるので、お花と夫婦になりたいから早く帰ってこいというめでたい知らせであることがわかった。
それを聞いたお花は大喜び。だが、侍はまだ泣いていた。そのわけを訊くと、「武士は腕さえ立てばいいと思い、学問にはまるで目を向けなかった。いま往来で『手紙を読んでくれ』と頼まれたが、読み書きの出来ぬ悲しさ。しかし、いまとなっては手遅れだ。残念だ、と泣いておったのだ」と言った。いっぽう思い違いをして間に入った焼き塩売りの爺さんは、照れ隠しからこういった。「何しろ私は、すぐに涙が出るたちでしてな。商売もそうでして、泣ァきィ塩ォォォ……」

## バリエーション
落ち（サゲ）については（上方で）「ええ機会（しお）やと思うて」というものもある。

## 題材について
焼き塩とは、塩をあぶることで中に含まれる塩化マグネシウム（いわゆるにがり）を酸化マグネシウムに変えて、サラサラにしたもの。昔の塩は塩化マグネシウムや水分が多く、水分が垂れることもあったため、焼き塩売りから買ったり家庭で塩を炒ったりすることが常だった。